# Plestiodon callicephalus
Plestiodon callicephalus là một loài thằn lằn trong họ Scincidae. Loài này được Bocourt mô tả khoa học đầu tiên năm 1879.